# El Carmen, Mapastepec
El Carmen är en ort i Mexiko.   Den ligger i kommunen Mapastepec och delstaten Chiapas, i den sydöstra delen av landet, 800 km sydost om huvudstaden Mexico City. El Carmen ligger 8 meter över havet och antalet invånare är 153.
Terrängen runt El Carmen är mycket platt. Runt El Carmen är det ganska tätbefolkat, med 56 invånare per kvadratkilometer. Närmaste större samhälle är Mapastepec, 14,3 km norr om El Carmen. Omgivningarna runt El Carmen är en mosaik av jordbruksmark och naturlig växtlighet.